# Вулиця Клавдії Радченко
Ву́лиця Кла́вдії Ра́дченко — вулиця в Голосіївському районі міста Києва, місцевість Віта-Литовська. Пролягає від безіменного проїзду (до Любомирської вулиці) до вулиці Костянтина Хохлова.

## Історія
Вулиця виникла на початку 2010-х років під проектною назвою Лінія 1. Сучасна назва на честь української співачки Клавдії Радченко — з 2011 року.